# 趙濟羹
趙濟羹（1898年—1975年），京劇琴師、教育工作者，人稱趙喇嘛。
曾給裘桂仙、金少山、言菊朋、譚小培、譚富英等多位京劇表演藝術家操琴，錄製許多京劇唱片。
中華人民共和國成立后，在上海工作，1950年代擔任上海京劇院現代京劇（京劇現代戲）《智取威虎山》早期版的琴師，鼓師是王燮元。
獲評中國國家1級演員職稱的尤繼舜、李壽成等多位京劇琴師是他的學生。